# Irene Maria Sturm
Irene Maria Sturm (* 22. Januar 1953 in Schwandorf) ist eine deutsche Politikerin (Bündnis 90/Die Grünen).

## Leben
Sturm besuchte die Realschule und das Gymnasium und studierte Diplom-Biologie.
Sie ist die Mutter der 1982 geborenen Schauspielerin Anna Maria Sturm.

## Engagement
Sturm war Vorstandsmitglied des Bayerischen Elternverbands im Kreisverband Schwandorf und der Bürgerinitiative Schwandorf gegen Atomanlagen. Sie war Sprecherin des Dachverbands der Oberpfälzer Bürgerinitiativen gegen die Errichtung von Atomanlagen wie der Wiederaufarbeitungsanlage Wackersdorf (WAA) und war ehrenamtliche Mitarbeiterin im Anti-WAA-Büro. Sie organisierte die Aktivitäten gegen die WAA seit 1981. Ihre Tochter Anna Maria verkörperte sie 2018 im Spielfilm Wackersdorf.
Sturm war Sprecherin der Umweltinitiative Müll/Recycling Schwandorf und gehörte diversen Vereinen an.
1987 wurde Sturm Mitglied der Grünen. Sie war Stadt- und Kreisrätin, Bezirksvorsitzende und von 1994 bis 1998 Mitglied des Bayerischen Landtags.

## Filme und Dokumentationen
- Ende der WAA (1989) – Irene Maria Sturm als Bi-Sprecherin, BR24 2019, 2 Min[6]

- Mutter (Irene Maria) und Tochter (Anna Maria) sprechen über den Film "Wackersdorf", in dem die Tochter in die Rolle ihrer Mutter als Widerstandskämpferin schlüpft. 2018, 9 Min[7]

- Atom-Streit in Wackersdorf – Die Geschichte einer Eskalation 2021, 44 Min[8]